# I Hope You Dance
I Hope You Dance è il terzo album in studio della cantante statunitense Lee Ann Womack, pubblicato il 23 maggio 2000 dalla MCA Nashville.

## Tracce
1. The Healing Kind – 3:02 (Ronnie Bowman, Greg Luck)
2. I Hope You Dance (feat. Sons of the Desert) – 4:54 (Mark Sanders, Tia Sillers)
3. After I Fall – 3:03 (Mark Wright, Bill Kenner, Ronnie Rogers)
4. Stronger Than I Am – 3:37 (Bobbie Cryner)
5. I Know Why the River Runs – 4:57 (Julie Miller)
6. Why They Call It Falling – 3:35 (Don Schlitz, Roxie Dean)
7. Ashes by Now – 4:11 (Rodney Crowell)
8. Thinkin' with My Heart Again – 2:54 (Sanger D. Shafer, Dean Dillon, Donny Kees)
9. I Feel Like I'm Forgetting Something – 3:30 (Lee Ann Womack, Wynn Varble, Jason Sellers)
10. Lonely Too – 3:28 (Bruce Robison)
11. Does My Ring Burn Your Finger – 3:30 (Julie Miller, Buddy Miller)
12. Lord, I Hope This Day Is Good – 2:56 (Dave Hanner)

Traccia aggiunta nella versione inglese
1. I Hope You Dance (The Rawling Mix) – 4:36 (Mark Sanders, Tia Sillers)

Tracce aggiunte nella versione giapponese
1. I Hope You Dance (The Rawling Mix) – 4:36 (Mark Sanders, Tia Sillers)
2. The Man Who Made My Mama Cry – 4:04 (Billy Lawson, Lee Ann Womack, Dale Dodson)

## Successo commerciale
I Hope You Dance ha esordito al 17º posto della Billboard 200 con 76 000 copie vendute per poi raggiungere successivamente il 16º posto, segnando il suo primo ingresso nella top 20 della classifica statunitense. L'album è rimasto 83 settimane in classifica ed è certificato 3 dischi di platino.

## Classifiche

### Classifiche settimanali
| Classifica (2001) | Posizione massima |
| ----------------- | ----------------- |
| Stati Uniti       | 16                |

### Classifiche di fine anno
| Classifica (2000) | Posizione |
| ----------------- | --------- |
| Stati Uniti       | 114       |
| Classifica (2001) | Posizione |
| Stati Uniti       | 65        |